# Labyrinth (Sons of Apollo)
Labyrinth è un singolo del gruppo musicale statunitense Sons of Apollo, pubblicato il 16 agosto 2019 come secondo estratto dal primo album dal vivo Live with the Plovdiv Psychotic Symphony.

## Descrizione
Contrariamente agli altri brani tratti da Psychotic Symphony, Labyrinth è stato l'unico ad essere eseguito nel secondo atto del concerto, che ha visto la partecipazione dell'orchestra sinfonica diretta da Levon Manukyan:
(Mike Portnoy in occasione della presentazione del singolo)

## Tracce
Testi e musiche di Derek Sherinian, Ron Thal, Mike Portnoy e Jeff Scott Soto.
1. Labyrinth (Live at the Roman Amphitheatre in Plovdiv 2018) – 9:24

## Formazione
Gruppo
- Jeff Scott Soto – voce
- Ron "Bumblefoot" Thal – chitarra, voce
- Derek Sherinian – tastiera, orchestrazione
- Billy Sheehan – basso
- Mike Portnoy – batteria, voce

Altri musicisti
- Levon Manukyan – direzione orchestra
- Enrico Cacace – orchestrazione

Produzione
- The Del Fuvio Brothers: Mike Portnoy, Derek Sherinian – produzione
- Jerry Guidroz – missaggio, mastering